# 陈绪国
陈绪国（1953年4月—），湖北阳新人。1975年12月参加工作，1972年3月加入中国共产党。华中师范大学政法学院思想政治教育专业毕业，在职研究生学历，法学硕士学位。
历任中共湖北省纪委科员、科长，调研室副主任、办公厅副主任、纪委常委、秘书长、纪委副书记，省监察厅厅长、省预防腐败局局长等职。
2011年6月，调任中共宁夏回族自治区党委常委、纪委书记。2016年5月，不再担任中共宁夏回族自治区党委常委、纪委书记。